# Marlon Peña
Marlon José Peña (San Pedro Sula, Cortes, Honduras; 4 de junio de 1983) es un exfutbolista hondureño nacionalizado guatemalteco. Jugaba de defensa. Actualmente dirige al Atlético Independiente de la Liga de Ascenso de Honduras.

## Clubes
| Club                    | País      | Año             |
| ----------------------- | --------- | --------------- |
| Real España             | Honduras  | 2005 - 2010     |
| Heredia Jaguares        | Guatemala | 2010 - 2011     |
| Club Deportivo Marathón | Honduras  | 2011            |
| Heredia Jaguares        | Guatemala | 2011 - 2013     |
| Real España             | Honduras  | 2013 - 2015     |
| Juticalpa Fútbol Club   | Honduras  | 2015 - 2017     |
| Olancho Fútbol Club     | Honduras  | 2017            |
| Real Sociedad           | Honduras  | 2018 - Presente |

- Datos: Q16302088